# 가오정
가모토정(일본어: 鹿央町)은 일본 구마모토현에 있던 정이다.
2005년 1월 15일에 야마가시, 기쿠가정, 가호쿠정, 가모토정과 합병해 야마가시 가오정이 되었다.

## 지리
구마모토현 북부에 위치해 있다

## 역사
- 1955년 7월 1일 -  미노다케촌, 센다촌, 야마우치촌의 3촌이 합병해 가오촌이 성립하였다.
- 1965년 11월 1일 - 정으로 승격해 가오정이 탄생하였다.
- 2005년 1월 15일 - 야마가시, 기쿠가정, 가호쿠정, 가모토정과 대등합병해, 새롭게 야마가시가 되어 소멸하였다.

## 교통

### 도로
- 규슈 자동차도
- 국도 3호선

## 참고 문헌
- 角川日本地名大辞典編纂委員会, 『角川日本地名大辞典 43 熊本県』1987, 角川書店